# Autenticazione (diritto)
Nel diritto l'autenticazione è, in generale, la certificazione dell'autenticità di un documento. La specie più diffusa è l'autenticazione della firma, ossia l'attestazione rilasciata da organismo autorizzato e accreditato che un documento è stato sottoscritto da una determinata persona, avendolo sottoscritto alla presenza di chi certifica ed essendo questi certo della sua identità.
| Controllo di autorità | Thesaurus BNCF 6037 |